# Kyrgyzstán
Kyrgyzstán, plným názvem Kyrgyzská republika, je vnitrozemský stát ve Střední Asii. Sousedí na západě s Uzbekistánem, na severu s Kazachstánem, a na východě a jihovýchodě s Čínou a na jihu s Tádžikistánem. Většinu hornaté země zabírají pohoří Ťan-šan a Pamir, podnebí je výrazně kontinentální s výraznými místními rozdíly. Kyrgyzstán se dělí na 7 oblastí, na území 200 000 km² žije 7,1 milionu obyvatel, je druhým nejmenším z pěti středoasijských republik. Hlavním a největším městem je Biškek, další významná města jsou Oš, Džalal-Abad a Karakol. Více než tři čtvrtiny obyvatel jsou Kyrgyzové, největšími etnickými menšinami jsou Uzbeci a Rusové. Státním jazykem je kyrgyzština, úředním jazykem je také ruština, 90 % obyvatel se hlásí k islámu.  
Historie Kyrgyzstánu zahrnuje celou řadu kultur a říší. Ačkoli je Kyrgyzstán geograficky izolovaný díky svému velmi hornatému terénu, byl jako součást Hedvábné stezky spolu s dalšími obchodními cestami křižovatkou několika velkých civilizací. Kyrgyzstán, obývaný řadou kmenů a klanů, se pravidelně dostával pod nadvládu větších národů, například turkických kočovníků, kteří odvozují svůj původ od mnoha turkických států. Nejprve byl vytvořen jako Jenisejský kyrgyzský kaganát. Později, ve 13. století, byl Kyrgyzstán dobyt Mongolskou říší a byl pod vládou několika mongolských dynastií; znovu získal nezávislost, ale později byl napaden Džungarským chanátem. Po pádu Džungarů byli Kyrgyzové a Kipčakové nedílnou součástí Kokandského chanátu. V roce 1876 se Kyrgyzstán stal součástí Ruského impéria a v roce 1936 byla vytvořena Kyrgyzská sovětská socialistická republika, která se stala součástí Sovětského svazu. Po demokratických reformách Michaila Gorbačova v  Sovětském svazu byl v roce 1990 zvolen prezidentem kandidát podporující nezávislost Askar Akajev. Dne 31. srpna 1991 Kyrgyzstán vyhlásil nezávislost na Sovětském svazu a byla ustavena demokratická vláda. Suverenitu jako národní stát získal až po definitivním rozpadu Sovětského svazu v prosinci 1991. 
Po získání nezávislosti byl Kyrgyzstán oficiálně prezidentskou republikou. Po tulipánové revoluci v roce 2005 se stal parlamentní republikou, postupně se však vyvinul výkonný prezident a vládl jako poloprezidentská republika, než se v roce 2021 vrátil k prezidentskému systému. Po celou dobu své existence země pokračovala v etnických konfliktech, povstáních, hospodářských potížích, přechodných vládách a politických konfliktech.
Kyrgyzstán je unitární prezidentskou republikou, kdy je prezident zároveň hlavou státu i hlavou vlády, zákonodárným orgánem je jednokomorová Nejvyšší rada. Jedná se o rozvojovou zemi, která se v indexu lidského rozvoje umístila na 117. místě a po sousedním Tádžikistánu je druhou nejchudší zemí Střední Asie. Přechodné hospodářství země je založeno na zemědělství (bavlna, tabák, vlna) a dále je silně závislé na ložiscích zlata, uhlí a uranu. Kromě svého turkického původu nese kyrgyzská kultura prvky perského, mongolského a ruského vlivu. Kyrgyzstán je členem Společenství nezávislých států, Euroasijského ekonomického svazu, Organizace Smlouvy o kolektivní bezpečnosti, Šanghajské organizace pro spolupráci, Organizace islámské spolupráce, Turkické rady, Turkické  komunity a Organizace spojených národů.

## Etymologie
Název „Kyrgyz“  je odvozen od turkického slova pro výraz „Je nás čtyřicet“, které odkazuje na čtyřicet klanů Manase, legendárního hrdiny, který sjednotil čtyřicet regionálních klanů proti Ujgurům. Perská přípona -stan znamená „místo“. V té době, na počátku 9. století našeho letopočtu, Ujgurové ovládli většinu Střední Asie (včetně Kyrgyzstánu), Mongolska a částí současného Ruska a Číny.  „ -stan “ je slovo v perštině, které znamená „místo“ nebo „země“.
Čtyřicetipaprskové slunce na kyrgyzské vlajce je odkazem na stejných čtyřicet kmenů a grafický prvek ve středu slunce zobrazuje dřevěnou korunu jurty zvanou tunduk – přenosné obydlí, které tradičně používají nomádi ve stepích střední Asie.
Pokud jde o konvence o pojmenování, oficiální název země je „Kyrgyzská republika“, který se používá na mezinárodní scéně a v zahraničních vztazích. V češtině se, i v úřední podobě, běžně používá jednoslovné jméno Kyrgyzstán.

## Historie

### Historie do příchodu Rusů
Ve starověku v oblasti existovala indoevropská andronovská kultura, se kterou jsou spojováni Sakové a další skytské kmeny. Turkické kmeny přišly do oblasti v 6. století n. l. a postupně vytlačily nebo asimilovaly předchozí indoevropsky hovořící populace. Původ Kyrgyzů není dodnes zcela objasněn. Jejich jazyk patří do skupiny turkických jazyků. Na začátku 13. století se zemí převalila ohromná armáda vedená Čingischánem. Pod tlakem Mongolů se předci Kyrgyzů přesunuli k Ťan-šanu a Pamíru. Zde došlo i k formaci kyrgyzské národnosti za účasti místních turkických kmenů. Od 16. století už vystupují Kyrgyzové jako samostatný národ. V 17. století na ně útočili mongolští Džúngarové. Kyrgyzové vedli kočovný způsob života a živili se hlavně jako pastevci. Pro carské Rusko bylo velice snadné pastevce porazit a v roce 1876 se stalo území Kyrgyzstánu součástí ruského Turkestánu. Mnoho obyvatel uteklo do Číny. V roce 1878 bylo založeno pozdější hlavní město státu Biškek.

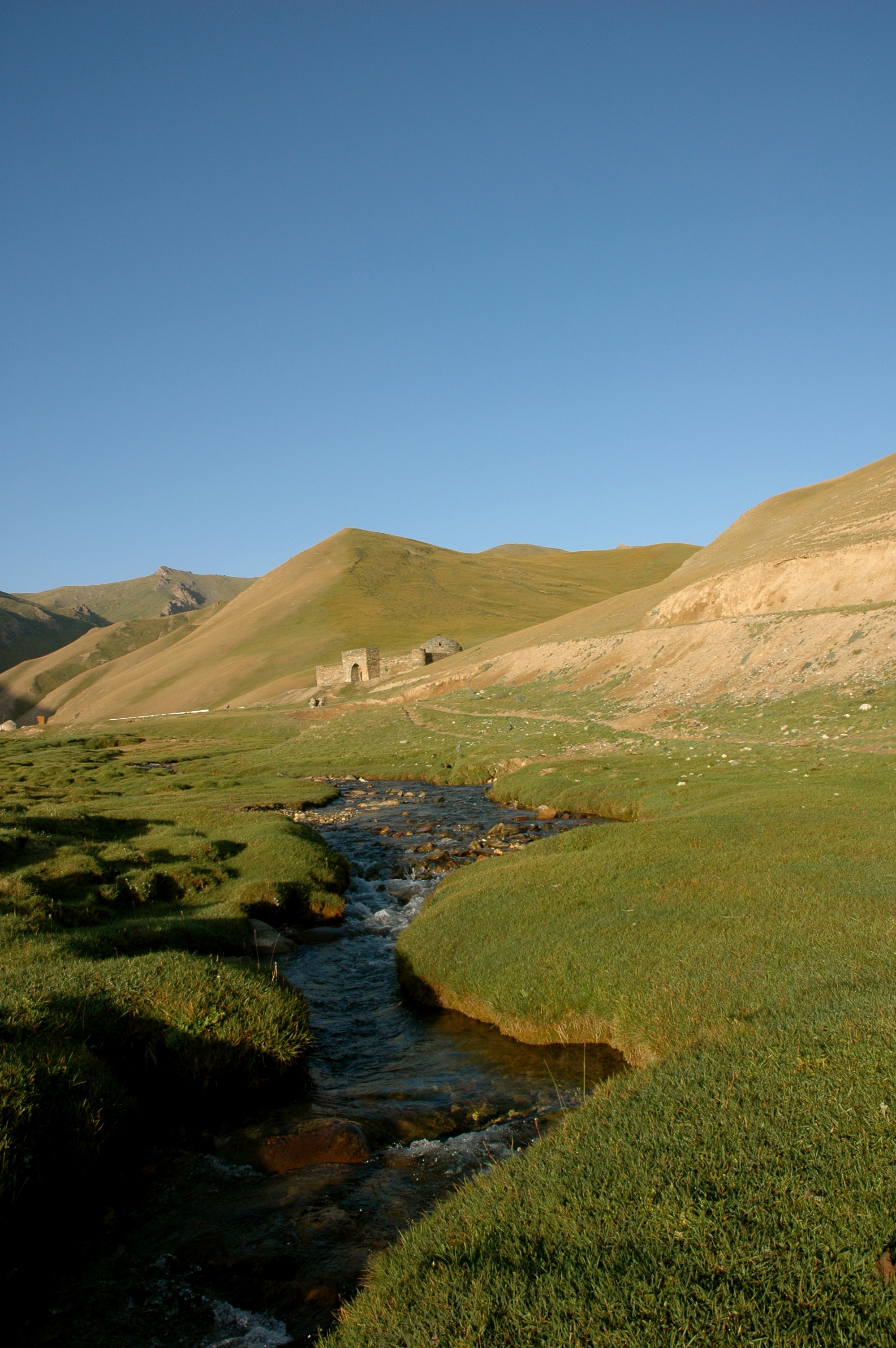
Hedvábná stezka používaná za zlatého věku islámu
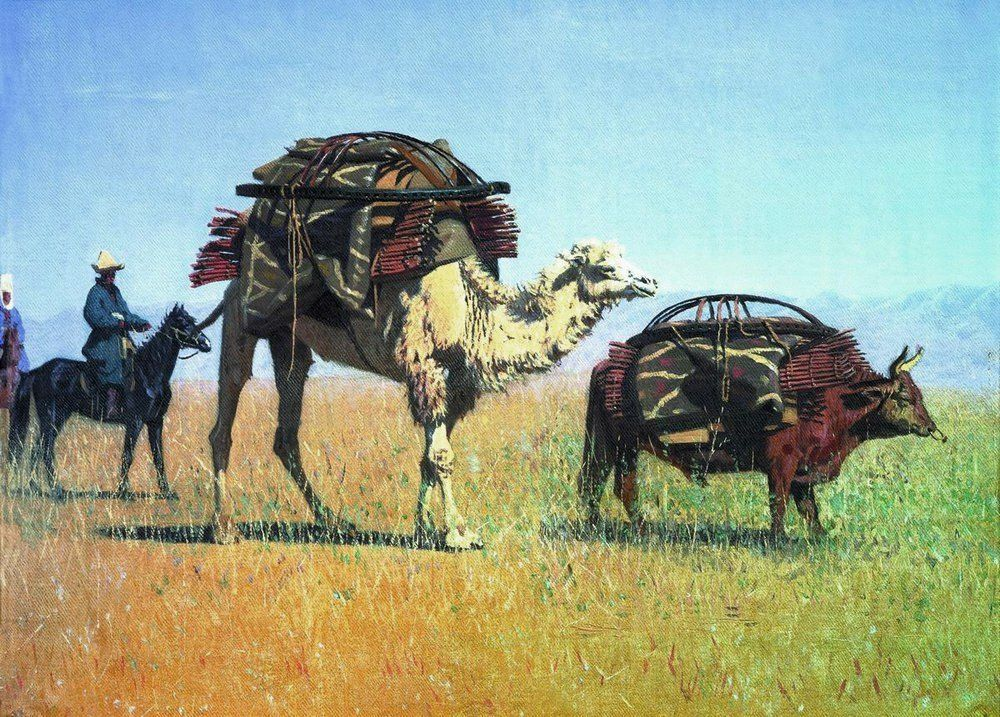
Kyrgyzští kočovníci, 1869–1870, Vasilij Věreščagin
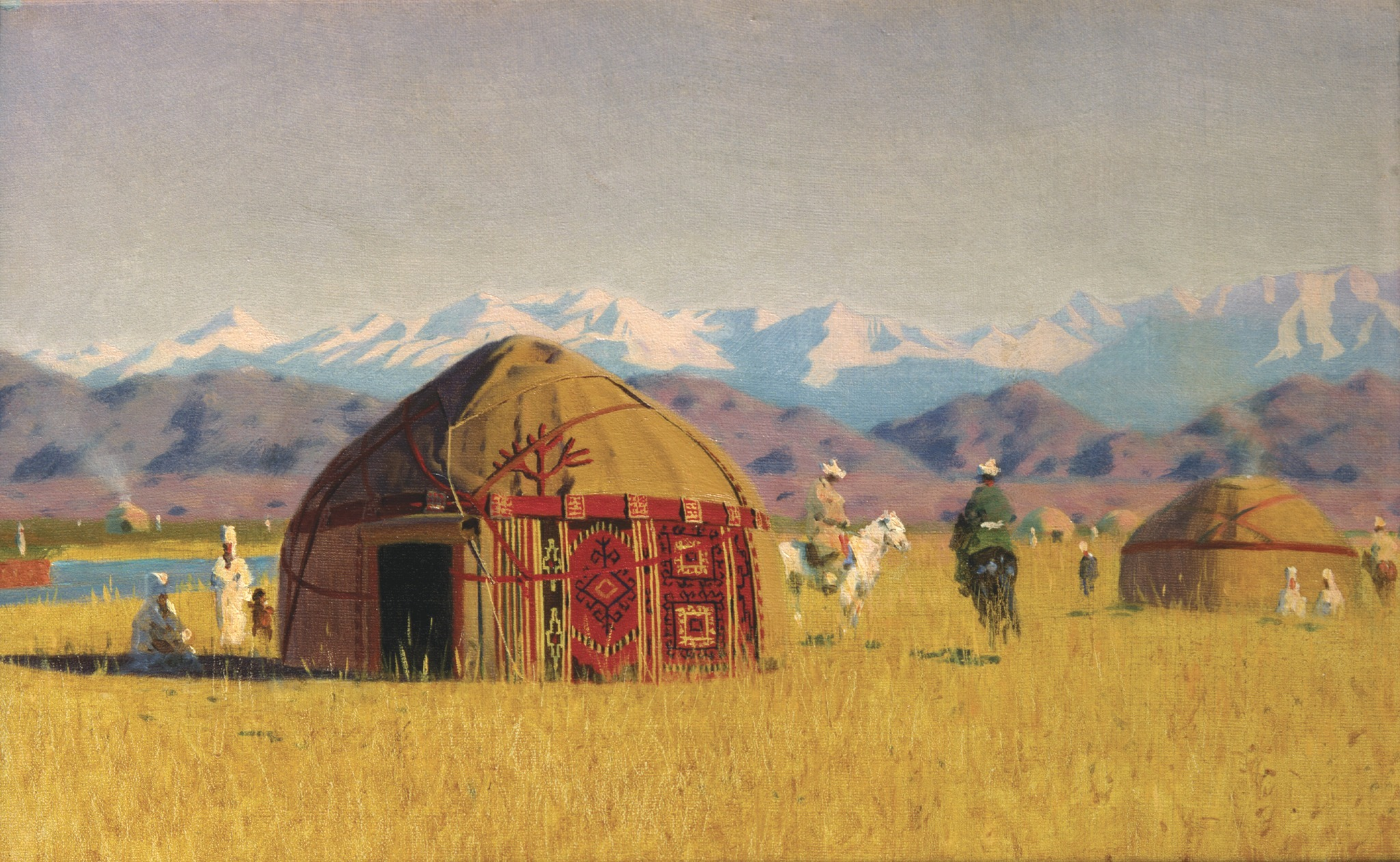
Kyrgyzská jurta, 1869–1870, V. Věreščagin
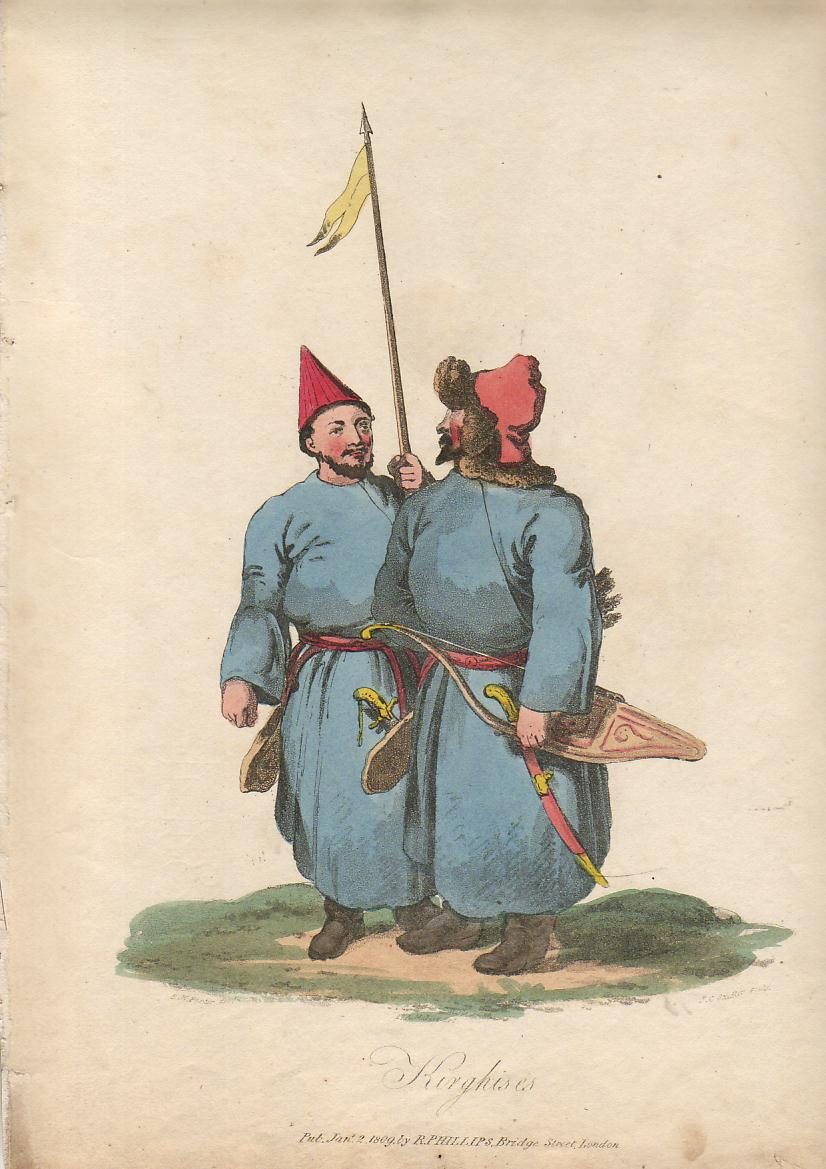
Kyrgyzští bojovníci (kresba Roberta Ker Portera, 1813)
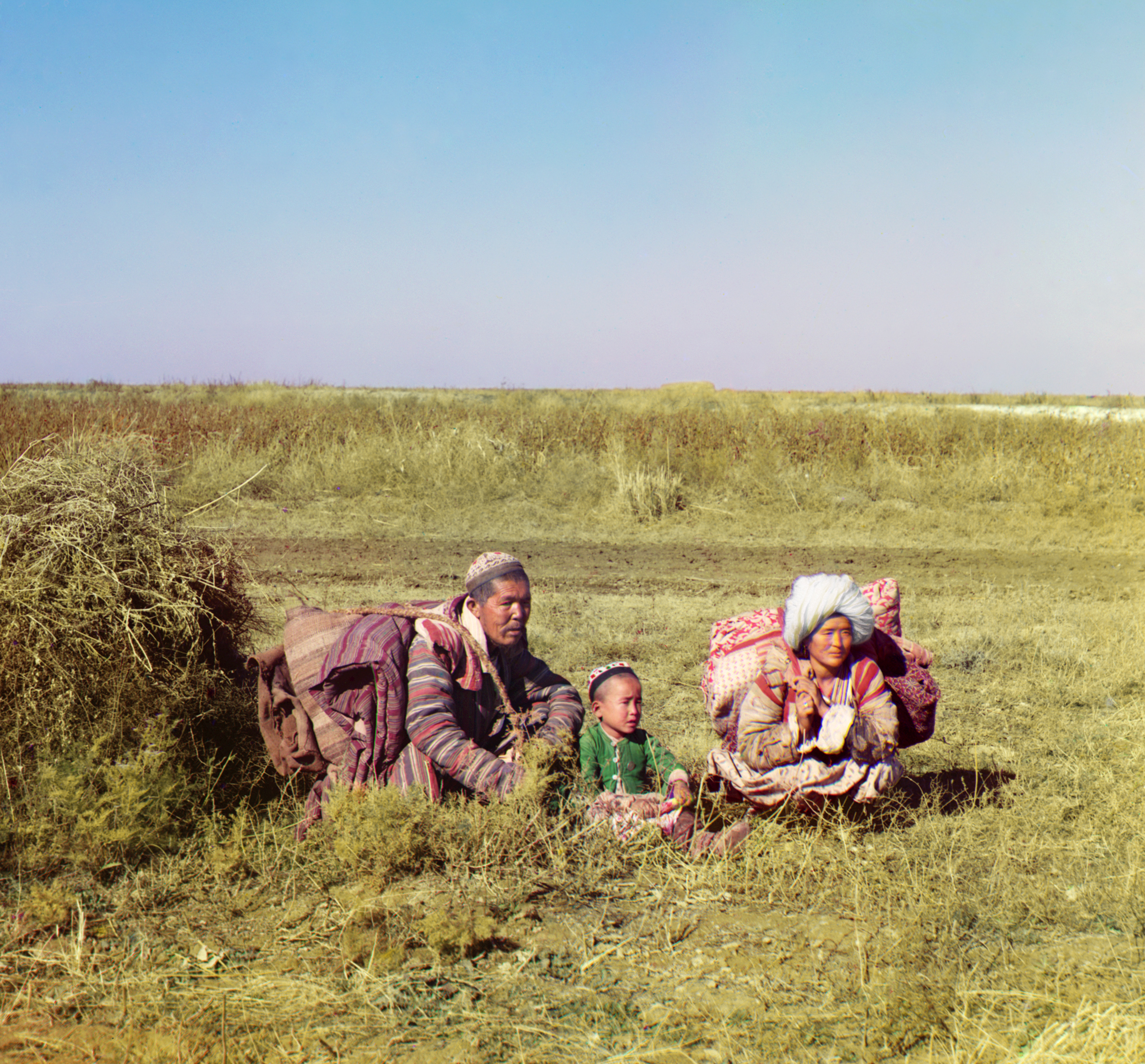
Kočovní Kyrgyzové ze stepi Golodnaja v Uzbekistánu, 1911, Prokudin-Gorskij

### Sovětské období
Po bolševické revoluci v roce 1917 nastala v zemi nucená kolektivizace. Ta zcela zbořila tradiční kočovný život Kyrgyzů. V roce 1924 bylo území ustanoveno jako Kara-Kyrgyzská autonomní oblast pod správou Ruské sovětské federativní socialistické republiky. Nakonec v roce 1936 vznikla v rámci Sovětského svazu Kyrgyzská sovětská socialistická republika, která dala zemi dnešní hranice. Při sčítání lidu z roku 1989 tvořili Kyrgyzové málo přes polovinu populace. Silnou menšinou jsou Rusové a Uzbeci. V roce 1990 propukly v západní oblasti státu kolem města Oš etnické nepokoje. Uzbeci, kteří cítili slábnoucí moc rozpadajícího SSSR, povstali proti zde menšinovým Kyrgyzům. Následovala vlna emigrace, a to především Rusů.

### Nezávislost
Nezávislá republika Kyrgyzstán vznikla v roce 1991, kdy se rozpadl SSSR. Kyrgyzstán se stal členem Společenství nezávislých států ještě téhož roku. Prvním prezidentem byl Askar Akajev, člen komunistické strany a prezident Akademie věd v Kyrgyzstánu. Akajev zažil velký skandál, když vyšlo najevo, že někteří členové vlády museli podat demisi, protože nebyli kyrgyzské národnosti. V roce 1994 bylo vypsáno referendum o setrvání Akajeva ve funkci prezidenta. Pro setrvání hlasovalo přes 96 % voličů. V roce 1995 byl Akajev zvolen prezidentem na dalších pět let. Jeho kampani napomáhala státem řízená média. Tři z šesti opozičních kandidátů odstoupili už před volbami, takže volby nelze považovat za zcela demokratické a svobodné. Další referendum proběhlo v roce 1996, kdy si Akajev posílil své pravomoci ve státě. Referendem v roce 1998 změnil Akajev ústavu státu. Snížil počet poslanců v parlamentu, zrušil jejich imunitu, zrušil zákon o svobodě slova a svobodě tisku a ovládl veškerá média v zemi.

### Tulipánová revoluce
Parlamentní volby v roce 2000 byly za účasti pozorovatelů z OBSE. Zjistili, že opoziční kandidáti nemají žádný prostor v médiích a vláda se je snaží všemožně znevýhodňovat. Volby byly označeny za nesvobodné. Další prezidentské volby téhož roku vyhrál očekávaně Akajev.

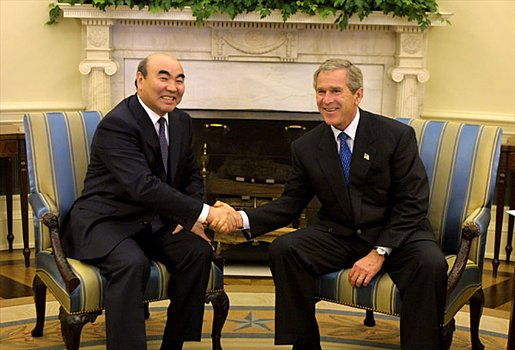
Bývalý prezident Askar Akajev na návštěvě v Bílém domě u prezidenta Bushe v září 2002

V únoru a březnu 2005 proběhly volby do parlamentu opět za účasti pozorovatelů OBSE. Pozorovatelé uvedli, že ačkoli druhé kolo voleb znamenalo určité zlepšení oproti prvnímu kolu z 27. února, přesto volby nevyhověly mezinárodním standardům. Naproti tomu pozorovatelé ze Společenství nezávislých států označili volby za dobře zorganizované, svobodné a spravedlivé. To už ale v zemi začaly nepokoje a demonstrace požadující od Akajeva odstoupení z čela státu. Nepokoje se změnily v revoluci, která se označuje jako Tulipánová revoluce a je jednou z tzv. barevných revolucí, které proběhly v zemích bývalého SSSR (Oranžová revoluce na Ukrajině 2004, Růžová revoluce v Gruzii 2003). Akajev uprchl s rodinou ze země do Ruska. Premiér Nikolaj Tanajev rezignoval v okamžiku, kdy opozice ovládla média a policie se zčásti rozprchla a zčásti se přidala k protestujícím. Protesty v některých částech hlavního města přerostly v rabování. Nově vypsané volby v červnu 2005 vyhrála opozice. Premiérem se stal Felix Kulov a prezidentem Kurmanbek Bakijev, který byl touto funkcí pověřen již den po útěku Akajeva. V roce 2006 vyšla nová ústava, podle které ztrácí prezident podstatnou část svých pravomocí.

### 2009–2015

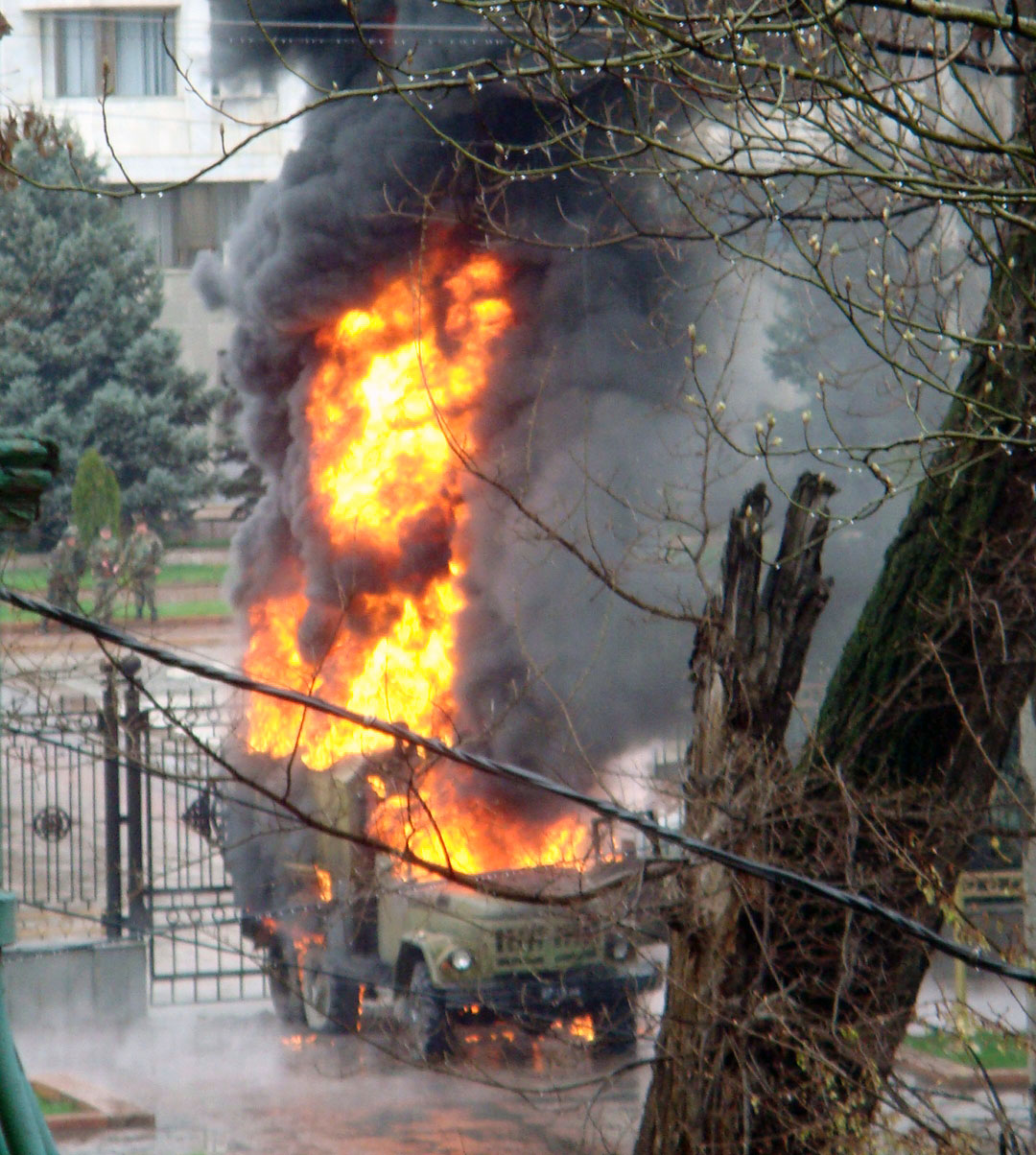
Hořící armádní vozidlo před budovou prezidentského úřadu v Biškeku během nepokojů 7. dubna 2010.

Ačkoliv byl Kurmanbek Bakijev jako nový prezident mezinárodně vnímán jako prodemokratický, následný vývoj situace v zemi poukazoval na pozvolný návrat k situaci před Tulipánovou revolucí (potlačování opozice, nesvobodné volby). Ve volbách v červenci 2009 byl Kurmanbek Bakijev zvolen opětovně, opozice však volby označila za zfalšované, znepokojení vyjádřila i OBSE.
Dne 15. března 2010 obvinili opoziční aktivisté, v reakci na cenzurované vysílání BBC, vládu ze snahy blokovat všechny nezávislé mediální zdroje informací. Vláda se následně hájila tvrzením, že tyto kroky učinila v reakci na obavy z nepokojů v důsledku zvyšujících se cen energií. Tato situace se stala impulzem k následným nepokojům, které 7. dubna následně vypukly masově, převážně v hlavním městě Biškeku a v Talasu na severu země. Demonstrace byly zaměřeny proti současné vládě s požadavkem odstoupení prezidenta Kurmanbeka Bakijeva. Dav protestujících v Talasu zbil i tehdejšího ministra vnitra. Vláda v zemi vyhlásila výjimečný stav. Předsedkyní nově vytvořené prozatímní vlády se následně stala sociální demokratka a představitelka opozice Roza Otunbajevová, která by měla vytvořit návrh nové ústavy a připravit svobodné volby.
V červnu 2010 proběhly na jihu země etnické nepokoje mezi Kyrgyzy a Uzbeky, především ve formě útoků proti uzbecké menšině, hlášeno bylo i rabování a žhářství. Kyrgyzská vláda neměla situaci pod kontrolu a Ruská federace do země vyslala nejméně 150 výsadkářů, aby chránili ruské vojenské objekty a ruské občany. Při nepokojích zemřelo přes 100 lidí, 400 000 opustilo své domovy, z toho 110 000 lidí uprchlo do sousedního Uzbekistánu, který nakonec uzavřel hranice.
Dne 6. srpna 2015 vstoupil Kyrgyzstán do Eurasijské ekonomické unie, jejímiž členy jsou Rusko, Kazachstán, Bělorusko a Arménie.

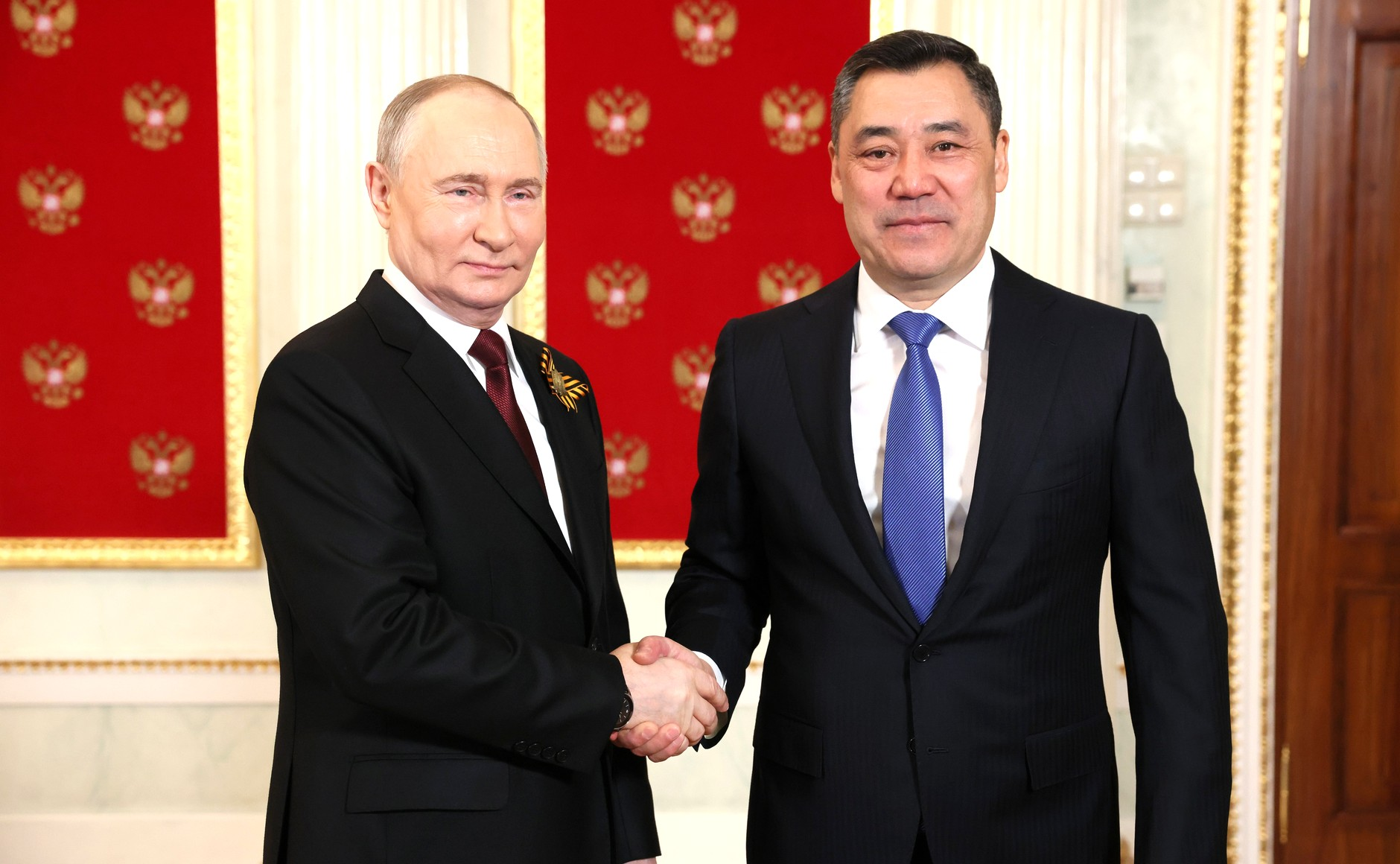
Kyrgyzský prezident Sadyr Žaparov při setkání s ruským prezidentem Putinem v Moskvě 9. května 2025

V roce 2017 se stal prezidentem Sooronbaj Žeenbekov. Z funkce odstoupil po násilných protestech v říjnu 2020. Jeho nástupcem se stal Sadyr Žaparov, označovaný za nacionalistu a autoritáře. V dubnu 2021 se konalo referendum o nové ústavě, v němž voliči schválili výrazné posílení prezidentských pravomocí. Za Žaparovova působení v čele státu se vyhrotil pohraniční spor s Tádžikistánem o enklávu Voruch, který vyústil v ozbrojené srážky.
Kyrgyzstán je podle indexu demokracie označován za hybridní režim, kde není opozice tak tvrdě potlačována jako v sousedních zemích, dochází i k pluralitním volbám, které jsou však často manipulovány. Problémem země je politická nestabilita, masivní korupce a sociální nespravedlnost, politické konflikty se spíše než programových otázek týkají rivality mezi regionálními klany. Postavení národnostních menšin je nerovnoprávné, Cenu Martina Ennalse pro bojovníky za lidská práva získal uzbecký aktivista Azimžan Askarov, který zemřel v roce 2020 ve vězení.

## Státní symboly

### Vlajka
Kyrgyzská vlajka je tvořena červeným listem o poměru stran 3:5 s uprostřed umístěným žlutým emblémem – horní částí jurty, vložené do slunce se čtyřiceti paprsky.

### Znak
Kyrgyzský státní znak je emblém tvořený bílým sokolem s roztaženými křídly v modrém, bíle lemovaném kruhu. V pozadí je jezero, hory a vycházející zlaté slunce s paprsky. Po obvodu kruhu jsou pšeničné klasy a bavlníkové tobolky. V horní části pak nápis КЫРГЫЗ, v dolní РЕСПУБЛИКАСЫ (česky Kyrgyzská republika).

### Hymna
Kyrgyzská hymna, kyrgyzsky Кыргыз Республикасынын Мамлекеттик Гимни, se od roku 2012 skládá ze dvou veršů a refrénu (původně byly verše tři, prostřední byl vypuštěn). Hymnu složili skladatelé Nasyr Davlesov a Kalyj Moldobasanov na slova básníků Žalila Sadykova a Šabdanbeka Kulujeva.

## Geografie

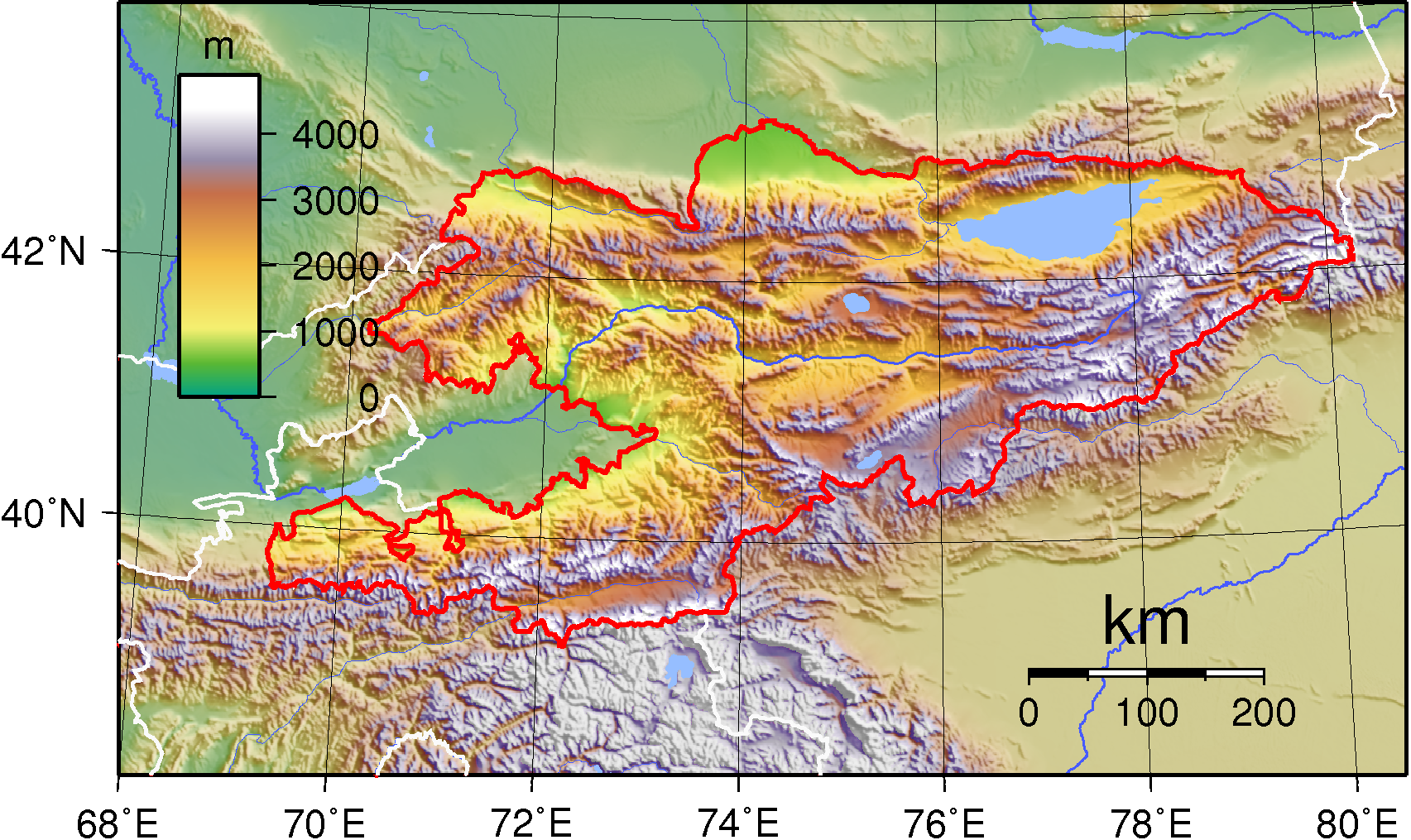
Topografická mapa Kyrgyzstánu

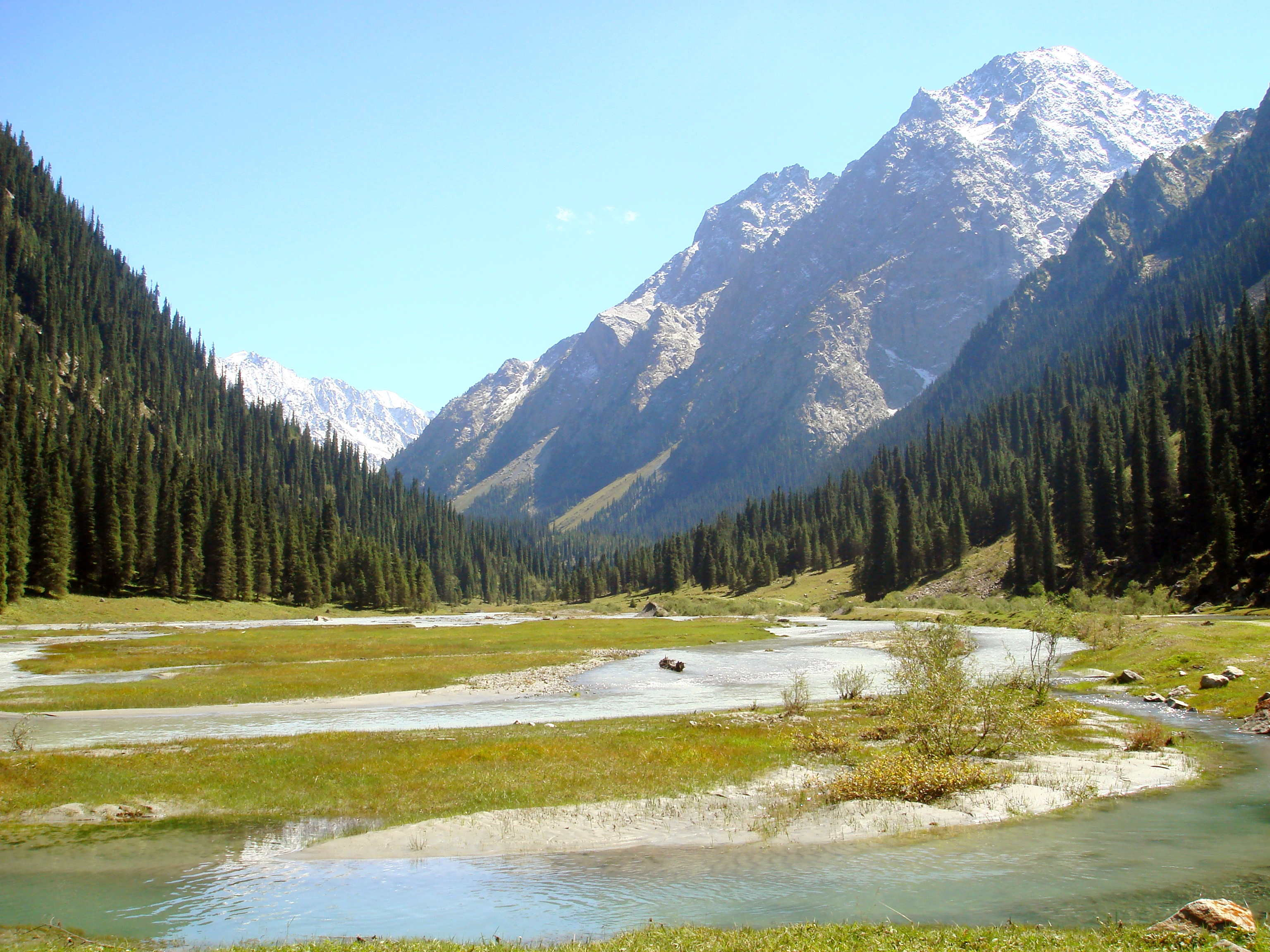
Ťan-Šan

Kyrgyzstán je vnitrozemský stát ve Střední Asii o rozloze 200 105 km², jehož území se táhne asi 900 km od východu na západ a 410 km od severu na jih. Je nejvzdálenější zemí od moře a všechny jeho řeky tečou do bezodtokových oblastí, a tudíž netečou do žádného moře. 
Kyrgyzstán sousedí na východě a jihovýchodě s Čínou, na severu s Kazachstánem, na západě s Uzbekistánem a na jihu s Tádžikistánem. Hranice s Uzbekistánem a Tádžikistánem ve Ferganské kotlině jsou poměrně komplikované. Jedním z důsledků stalinského rozdělení Střední Asie na pět republik je to, že mnoho etnických Kyrgyzů nežije v Kyrgyzstánu. Byly vytvořeny tři enklávy, které jsou právně součástí území Kyrgyzstánu, ale geograficky jsou od něj vzdáleny několik kilometrů, dvě v Uzbekistánu a jedna v Tádžikistánu.
Terénu Kyrgyzstánu dominují pohoří Ťan-šan a Pamír, které dohromady zabírají asi 80 % území státu. V jihozápadní části země dominuje Alajský hřbet pohoří Ťan-šan a na východě se hlavní hřbet Ťan-šanu táhne podél hranice mezi jižním Kyrgyzstánem a Čínou a poté se rozšiřuje dále na východ do čínské Ujgurské autonomní oblasti Sin-ťiang. Průměrná nadmořská výška Kyrgyzstánu je 2 750 m. Nejnižší bod leží u řeky Karadarja ve Ferganské kotlině u Oše v nadmořské výšce 132 m a nejvyšší vrcholy jsou v hřebenu Kokšaal-Tau v Ťan-šanu, který tvoří hranici s Čínou. Nejvyšším bodem je s nadmořskou výškou 7 439 m hora Džengiš Čokusu a geologové ji považují za nejsevernější vrchol na světě s výškou nad 7 000 m. Téměř 90 % území země leží v nadmořské výšce nad 1 500 m.
Jezero Issyk-kul, kyrgyzsky Ysyk-Köl, na severovýchodě Ťan-šanu je největším jezerem v Kyrgyzstánu a po Titicace druhým největším horským jezerem na světě. Silné sněžení v zimě vede k jarním záplavám, které často způsobují vážné škody na dolních tocích. Odtok z hor se také využívá k výrobě vodní energie. 
Kyrgyzstán má významná naleziště kovů včetně zlata a kovů vzácných zemin. Vzhledem k převážně hornatému terénu země se obdělává méně než 8 % půdy, která se soustřeďuje v severních nížinách a na okrajích Ferganské kotliny. 
Na severozápadě Kyrgyzstánu (v jižní části Ťan-šanu) byly v roce 2000 objeveny fosilní stopy dinosaurů z období druhohorní křídy (geologické souvrství Nichkesai).

### Vodstvo

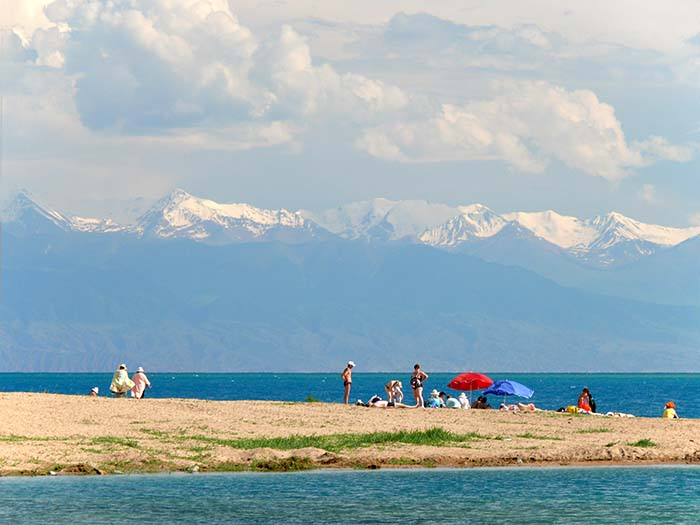
Jezero Issyk-kul

Kyrgyzstán má velké vodní bohatství, na kterém jsou závislé i další státy (Uzbekistán a částečně i Kazachstán). Největší kyrgyzská řeka Naryn (535 km) s plochou povodí 53 700 km² se vlévá do Syrdarji a pak do Aralského moře. Právě k úmoří Aralského moře patří největší část Kyrgyzstánu (76,6 %), další části patří do povodí řeky Tarym, úmoří jezera Issyk-kul a kazašského jezera Balchaš. Podél řeky Naryn, je obrovský potenciál pro rozvoj vodních elektráren – elektrická energie představuje kyrgyzskou hlavní vývozní komoditu.
Jezer a přehradních nádrží je v Kyrgyzstánu kolem 750 (jejich celková plocha dosahuje 6 836 km², což je 3,4 % rozlohy země). Velikost přes 1 km² má 16 jezer a 11 vodních nádrží; zdaleka největší vodní plochou je jezero Issyk-kul o rozloze 6 236 km².

### Podnebí

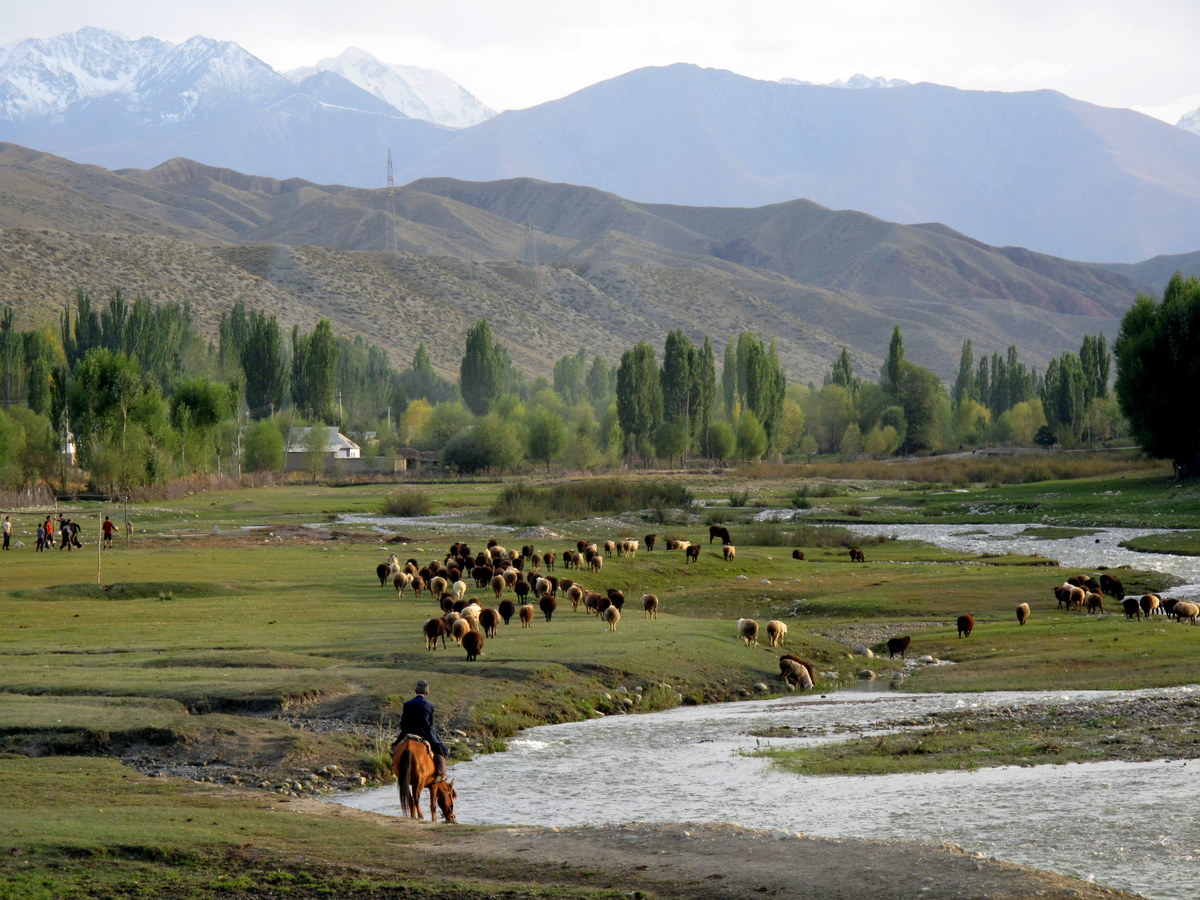
Krajina v Issykkulské oblasti

Podnebí Kyrgyzstánu je ovlivněné polohou země, která má ze všech států světa největší vzdálenost od moře a také značnou nadmořskou výšku. Více než 94 % rozlohy státu leží v nadmořské výšce nad 1000 m a 40 % území ve výšce nad 3000 m. Podnebí je typicky kontinentální s vysokými rozdíly mezi zimními a letními teplotami. Velké výkyvy teplot jsou patrné i v létě během jednoho dne. Pouze na pobřeží jezera Issyk-kul je klima podobné přímořským oblastem. Podnebí se regionálně liší. Nízko položená Ferganská kotlina na jihozápadě má subtropické podnebí, které je v létě extrémně horké a teploty zde dosahují 40 °C. Severní podhůří je mírné a v Tian Šanu se v závislosti na nadmořské výšce mění podnebí od suchého kontinentálního až po polární. V nejchladnějších oblastech klesají zimní teploty pod bod mrazu přibližně 40 dní a dokonce i v některých pouštních oblastech se během tohoto období vyskytuje trvalé sněžení. V nížinách se teplota pohybuje od přibližně -6 °C v lednu do 24 °C v červenci. 
Jaro bývá krátké, s častými opakujícími se mrazíky. V závislosti na nadmořské výšce začíná jaro v březnu, dubnu, nebo v květnu. Nejvyšší teploty vzduchu jsou v Čujské a Ferganské kotlině v červenci (44 °C). I ve vysokých horách dosahují letní maxima přes 20 °C. Nejnižší teploty bývají v lednu a dosahují hodnot přes –40 °C. V Biškeku je i nejvyšší absolutní roční teplotní rozdíl teplot v Kyrgyzstánu, který dosahuje 76 °C (max. 41,6 °C; min. –34,4 °C). V Narynu je maximální roční výkyv teplot 71,6 °C, v Oši 64,6 °C, na meteorologické stanici Ťan-Šan 64,3 °C.
Množství atmosférických srážek v Kyrgyzstánu je velmi nerovnoměrné. Zatímco na některých místech dosahuje roční množství srážek 1000–1500 mm, na jiných je to pouze 100–150 mm. Velké množství srážek spadne na západních, jihozápadních a severozápadních svazích hor, které jsou na cestě vlhkých vzdušných proudů jdoucích ze severozápadu. Na jihozápadních svazích Ferganského hřbetu je roční množství srážek vyšší než 1000 mm. Mezi srážkově chudá místa patří Čujská a Talaská nížina (250–500 mm). Nejmenší množství srážek spadne na západním pobřeží jezera Issyk-kul (v Balykči 100–140 mm) a jižní části Ferganské nížiny (Batken – 156 mm). Množství srážek je také velmi rozdílné i mezi jednotlivými roky – nejvyšší rozdíly jsou v jižním Kyrgyzstánu (od 110 mm do 580 mm ročně).

## Politika
Politika Kyrgyzstánu, oficiálně nazývaného Kyrgyzská republika, se odehrává v rámci prezidentského systému zastupitelské demokratické republiky, kdy hlavou státu je prezident a předsedou vlády předseda kabinetu ministrů. Výkonnou moc vykonává vláda. Zákonodárnou moc má vláda i jednokomorový parlament, zvaný Nejvyšší rada. Organizace Economist Intelligence Unit, která sestavuje index demokracie, ohodnotila Kyrgyzstán za rok 2023 jako „autoritářský režim“.

### Administrativní dělení

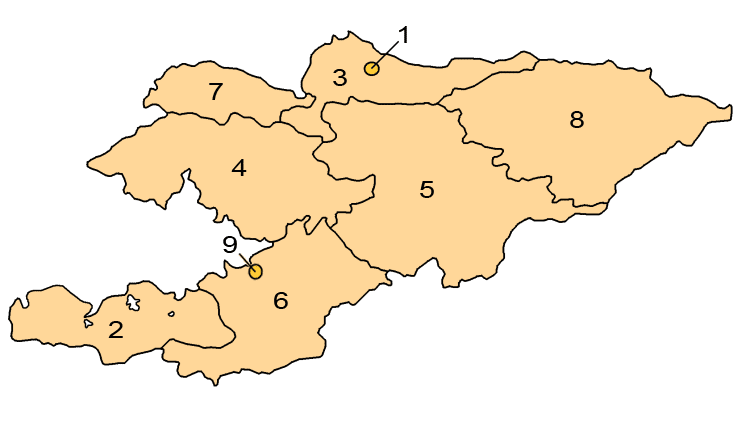
Kyrgyzské oblasti

Kyrgyzské oblasti a jejich hlavní města:
1. Biškek (samosprávné město) 
2. Batkenská oblast (Batken)
3. Čujská oblast (Biškek) 
4. Džalal-Abádská oblast (Džalal-Abad)
5. Narynská oblast (Naryn)
6. Ošská oblast (Oš)
7. Talaská oblast (Talas)
8. Issykkulská oblast (Karakol)
9. Oš (samosprávné město)

## Ekonomika
Kyrgyzstán byl devátou nejchudší zemí bývalého Sovětského svazu a dnes je po Tádžikistánu druhou nejchudší zemí Střední Asie. Pod hranicí chudoby žije 22 % obyvatel země. Hospodářství Kyrgyzstánu je silně závislé na zemědělském sektoru, přičemž hlavními produkty jsou bavlna, tabák, vlna a maso, avšak pouze tabák a bavlna se vyvážejí ve větším množství. Podle společnosti Healy Consultants je kyrgyzská ekonomika do značné míry závislá na síle průmyslového vývozu s bohatými zásobami zlata, rtuti a uranu. Ekonomika je také do značné míry závislá na převodech peněz (remitencích) od zahraničních pracovníků. Po získání nezávislosti Kyrgyzstán postupně provedl tržní reformy, mezi které patří zlepšení regulačního systému a pozemková reforma. V roce 1998 byl Kyrgyzstán jako první země Společenství nezávislých států přijat do Světové obchodní organizace. Hospodářskou výkonnost Kyrgyzstánu brzdí rozšířená korupce, nízké zahraniční investice a celková regionální nestabilita. Navzdory těmto problémům se Kyrgyzstán umístil na 80. místě (k roku 2020) v indexu snadnosti podnikání. 

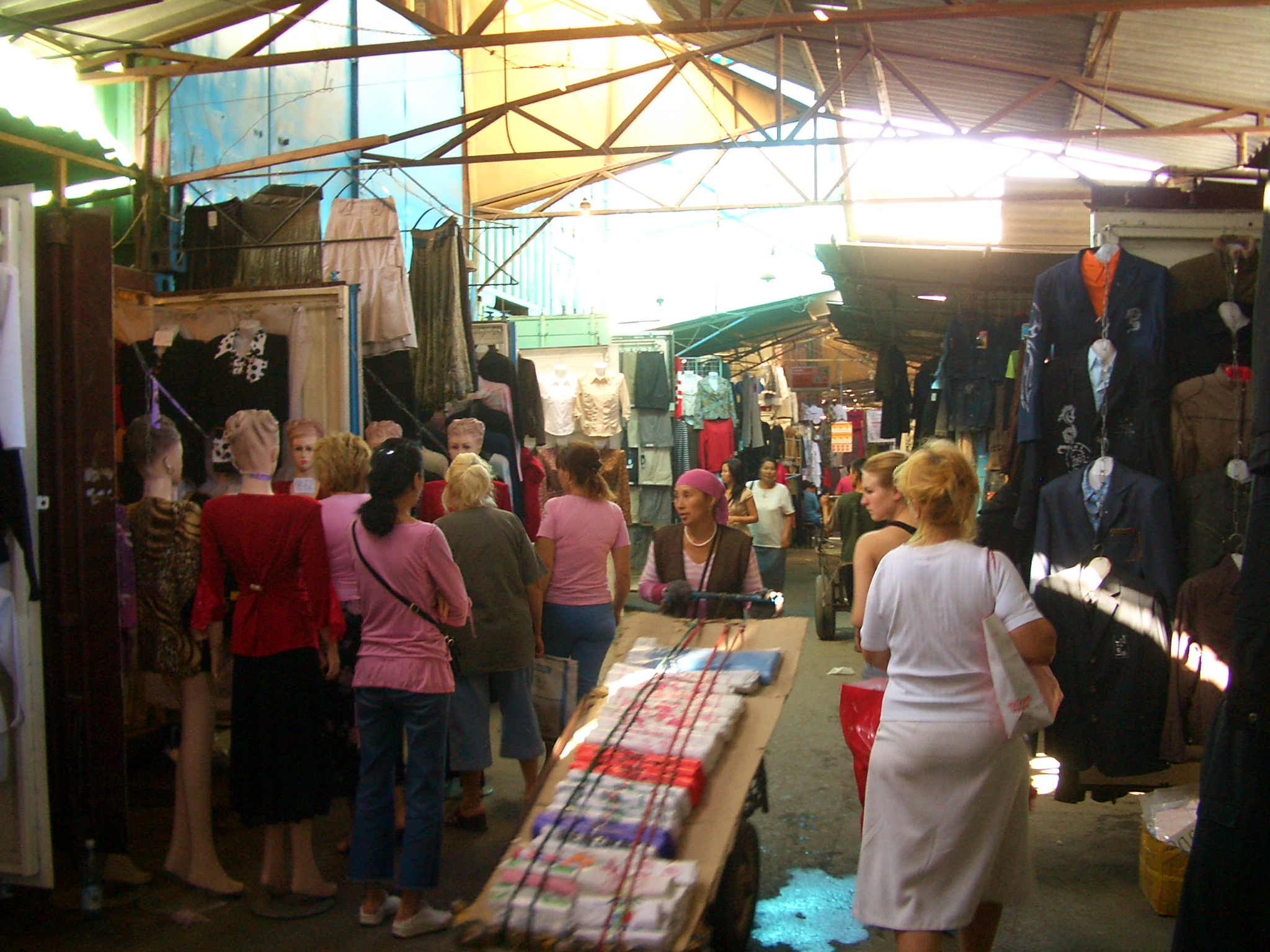
Bazar Dordoj

Zemědělství je v Kyrgyzstánu důležitým hospodářským odvětvím. Na počátku 90. let 20. století zajišťoval soukromý zemědělský sektor třetinu až polovinu některých sklizní. V roce 2002 se zemědělství podílelo na tvorbě HDP 35,6 % (za rok 2017 již jen necelých 15 %) a na zaměstnanosti přibližně polovinou. Kyrgyzský terén je hornatý, což umožňuje chov dobytka, jenž je největší zemědělskou činností. Výsledná vlna, maso a mléčné výrobky jsou hlavními komoditami. Mezi hlavní pěstované plodiny patří pšenice, cukrová řepa, brambory, bavlna, tabák, zelenina a ovoce. Vzhledem k vysokým cenám dovážených agrochemikálií a ropy se většina zemědělských prací provádí ručně a na koních, jako tomu bylo před několika generacemi. Zpracování zemědělských produktů je klíčovou součástí průmyslové ekonomiky a zároveň jedním z nejatraktivnějších odvětví pro zahraniční investice. 
Kyrgyzstán je bohatý na nerostné suroviny, ale má zanedbatelné zásoby ropy a zemního plynu; obě tyto komodity dováží. Mezi jeho nerostné zásoby patří značná ložiska uhlí, zlata, uranu, antimonu a dalších cenných kovů. Hutnictví je důležitým průmyslovým odvětvím a vláda doufá, že se jí podaří přilákat do tohoto oboru zahraniční investice. Vláda aktivně podporuje zahraniční účast na těžbě a zpracování zlata z nejvýznamnějšího zlatého dolu Kumtor, který však také představuje značné ekologické riziko, a dalších regionů. Bohaté vodní zdroje a hornatý terén umožňují zemi vyrábět a vyvážet velké množství elektřiny z vodních elektráren. 

### Turistika
Přestože jsou kyrgyzské hory a jezera atraktivní turistickou destinací, cestovní ruch se rozvíjí velmi pomalu, protože se do něj investuje málo. Na začátku nultých let 21. století navštívilo Kyrgyzstán v průměru asi 450 000 turistů ročně, především ze zemí bývalého Sovětského svazu.  Poté se počet turistů zvyšoval; například v roce 2013 navštívilo republiku 3 miliony lidí, z nichž naprostou většinu tvořili opět obyvatelé bývalého Sovětského svazu. Za rok 2024 už navštívilo zemi 8,6 milionu turistů, nejvíce z Uzbekistánu a Kazachstánu.
K poměrně oblíbeným turistickým cílům patří jezero Issyk-Kul a pohoří Ťan-šan. Dalšími cíli jsou město Karakol, národní park Sary Čelek, věž Burana, hora Sulajman-Too a hlavní město Biškek.  
Jedním z nejoblíbenějších turistických cílů v Kyrgyzstánu je jezero Issyk-Kul. Na jeho severním břehu se nachází řada hotelů, letovisek a penzionů. Nejoblíbenější plážové zóny se nacházejí ve městě Čolpon-Ata a v nedalekých osadách, jako jsou Kara-Oi (Dolinka), Bosteri a Korumdy. V roce 2006 navštívilo jezero více než milion turistů, v roce 2023 to bylo už přes 1,5 milionů turistů.

## Obyvatelstvo

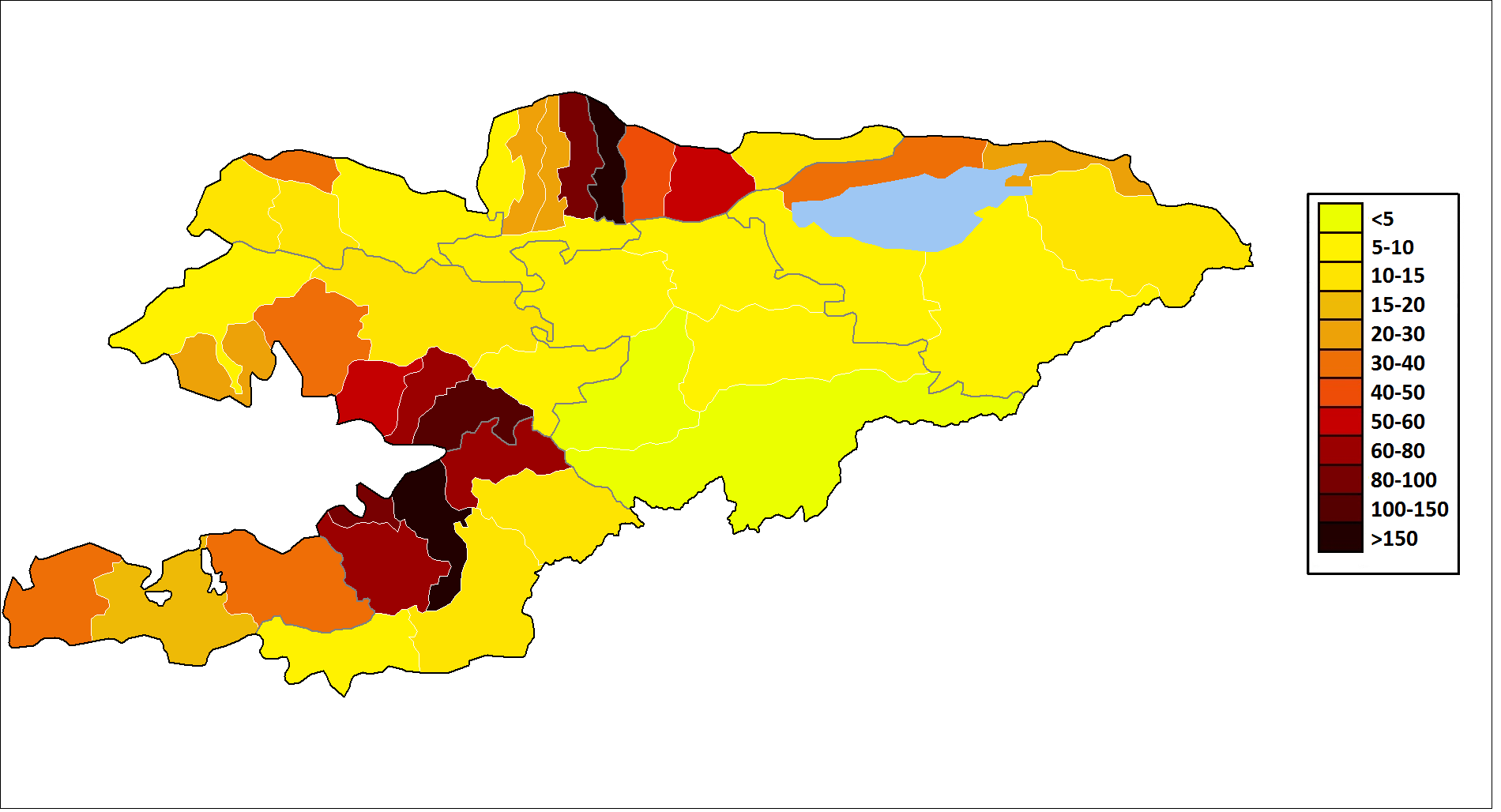
Hustota obyvatelstva (osob na km^{2}) v Kyrgyzstánu k roku 2015

Počet obyvatel Kyrgyzstánu k roku 2023 se odhaduje na 7 161 900. Z toho je 34 % obyvatel mladších 15 let a 6 % obyvatel starších 65 let. Země je venkovská: pouze asi třetina obyvatel žije ve městech. Průměrná hustota zalidnění je 37 osob na km2.  

V globálním indexu hladu (GHI) pro rok 2024 má Kyrgyzstán skóre 6,8 a řadí se tak na 36. místo mezi 127 zeměmi s dostatečnými údaji. Úroveň hladu je klasifikována jako nízká. 

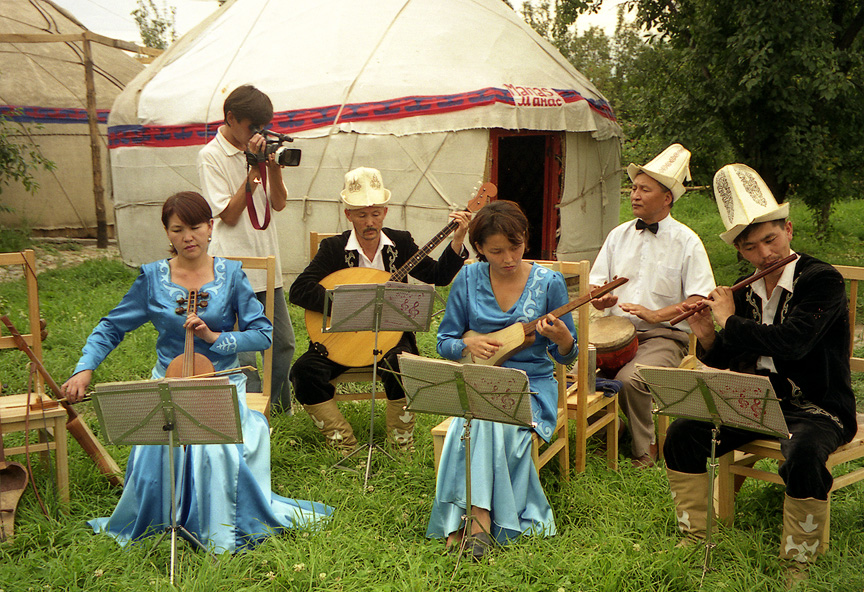
Hudebníci v Kyrgyzstánu

Nejpočetnější etnickou skupinou představují Kyrgyzové, turkický národ, , který tvoří 77,8 % obyvatelstva. Mezi další etnické skupiny patří Uzbeci (14,2 %) žijící na jihu a Rusové (3,8 %) soustředění na severu. Mezi malé, ale výrazné menšiny patří Dungané (1,0 %), Tádžikové (0,9 %), Ujguři (0,5 %), Kazaši (0,4 %) a další menší etnické menšiny. V zemi žije více než 80 etnických skupin.
Kyrgyzové byli v minulosti polokočovnými pastevci, žili v kulatých jurtách a starali se o ovce, koně a jaky. Tato nomádská tradice funguje i nadále sezónně (viz transhumance), neboť pastevecké rodiny se v létě vracejí na vysokohorské pastviny (neboli džajlo). Usedlí Uzbeci a Tádžikové tradičně obhospodařují níže položenou zavlažovanou půdu ve Ferganské kotlině.
Kyrgyzstán prošel od získání nezávislosti výraznou změnou etnického složení. Podíl etnických Kyrgyzů se zvýšil z přibližně 50 % v roce 1979 na skoro 80 % v roce 2024, zatímco podíl etnických skupin, jako jsou Rusové, Ukrajinci, Němci a Tataři, klesl z 35 % na přibližně 7 %. K odchodu slovanského obyvatelstva celkově docházelo v největší míře na začátku 90. let 20. století, jen během roku 1993 opustilo republiku 110 000 osob.
Významnou skupinou obyvatel Kyrgyzstánu byli Němci, které sem z oblasti Povolží nechal deportovat Stalin. Příchod Němců do carského Ruska je možné počítat od doby vlády carevny Kateřiny Veliké, původně německé kněžny, provdané za cara Petra III. Ta již v roce 1763 nabídla Němcům, jako svým krajanům, přestěhování do carského Ruska, kde jim zajistila daňové úlevy a náboženskou svobodu v zemi. Pro ty, kteří se přestěhovali do oblastí dolní Volhy, na Ukrajinu nebo na Kavkaz, či do oblastí střední Asie však bylo těžké dostat se zpět. V roce 1989 žilo v Kyrgyzské SSR celkem 101 tisíc Němců, ale jejich počet klesl na necelé 3 tisíce v roce 2022, protože většina Němců z Kyrgyzstánu se po rozpadu Sovětského svazu odstěhovala do Německa nebo do Ruska.

### Jazyky
Kyrgyzština je státním jazykem Kyrgyzstánu. Kromě toho je úředním jazykem také ruština. Kyrgyzstán je spolu s Ruskem, Běloruskem, Kazachstánem a Tádžikistánem jednou z pěti bývalých sovětských republik, kde je ruština de iure úředním jazykem. Po rozpadu Sovětského svazu byla kyrgyzština v roce 1991 přijata jako státní jazyk Kyrgyzstánu. V roce 2000 přijal Kyrgyzstán za úřední jazyk i ruštinu, jazyky mají odlišné právní postavení.
Kyrgyzština je turkický jazyk kipčacké větve, úzce příbuzný s kazaštinou, karakalpačtinou a nogajštinou. Až do dvacátého století se zapisovala arabským písmem. V roce 1928 byla na Stalinův příkaz zavedena a přijata latinka, která byla následně v roce 1941 nahrazena cyrilicí. Reformovaná persko-arabská abeceda, kterou vytvořil kyrgyzský intelektuál a vědec Kasym Tynystanov, je oficiálním písmem kyrgyzštiny v Čínské lidové republice.  V důsledku probíhající jazykové reformy v sousedním Kazachstánu bude Kyrgyzstán za několik let jedinou nezávislou turkicky mluvící zemí, která bude používat výhradně cyrilici. V dubnu 2023 Rusko pozastavilo vývoz mléčných výrobků do Kyrgyzstánu poté, co předseda kyrgyzské Národní komise pro státní jazyk a jazykovou politiku Kanybek Osmonaliev navrhl změnit oficiální písmo z cyrilice na latinku, aby se země vyrovnala ostatním turkicky mluvícím národům. Osmonalijev byl pokárán prezidentem Sadyrem Žaparovem, který poté upřesnil, že Kyrgyzstán nemá v plánu cyrilici nahradit.

### Náboženství
| Náboženství v Kyrgyzstánu (odhad z r. 2017) | Náboženství v Kyrgyzstánu (odhad z r. 2017) | Náboženství v Kyrgyzstánu (odhad z r. 2017) | Náboženství v Kyrgyzstánu (odhad z r. 2017) | Náboženství v Kyrgyzstánu (odhad z r. 2017) |
| ------------------------------------------- | ------------------------------------------- | ------------------------------------------- | ------------------------------------------- | ------------------------------------------- |
|                                             |                                             |                                             |                                             |                                             |
| islám                                       | islám                                       |                                             | 90 %                                        | 90 %                                        |
| křesťanství                                 | křesťanství                                 |                                             | 7 %                                         | 7 %                                         |
| ostatní                                     | ostatní                                     |                                             | 3 %                                         | 3 %                                         |

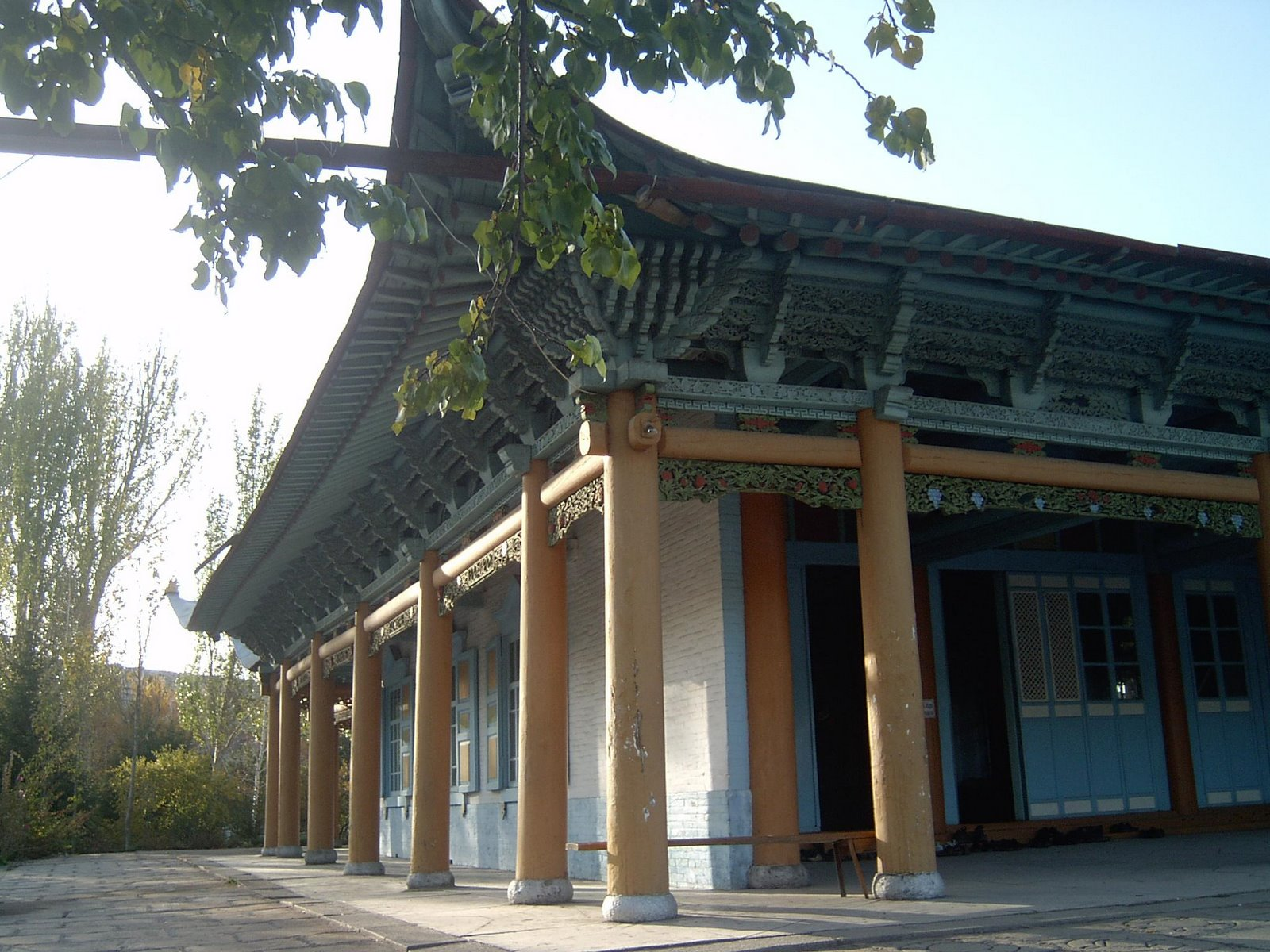
Dunganská mešita v Karakolu

Islám je v Kyrgyzstánu dominantním náboženstvím a většina Kyrgyzů jsou muslimové. The World Factbook odhaduje, že v roce 2017 bylo 90 % obyvatelstva muslimského vyznání, přičemž většinu tvoří sunnité; 7 % jsou křesťané, z toho 3 % ruského pravoslaví, a zbytek jsou vyznavači jiných náboženství. Podle zprávy Pew Research Center z roku 2009 se 86 % obyvatel Kyrgyzstánu hlásilo k islámu. Velká většina muslimů jsou sunnité, hlásící se k hanífovské myšlenkové škole, ačkoli zpráva z průzkumu Pew z roku 2012 ukázala, že pouze 23 % respondentů dotazníku se rozhodlo označit za sunnity, přičemž 64 % se dobrovolně přihlásilo k tomu, že jsou „prostě muslimové“.
V sovětských dobách byl podporován státní ateismus. Dnes je Kyrgyzstán sekulárním státem, ačkoli islám má v politice stále větší vliv. Například se objevil pokus zajistit, aby úředníci mohli cestovat na hadždž (pouť do Mekky) v rámci osvobození od daní. 
Jak upozorňuje lidskoprávní organizace Forum 18, dochází k represím vůči neislámským skupinám obyvatelstva a potíže se objevují i při náboženských shromážděních. V lednu 2025 podepsal kyrgyzský prezident nový zákon o náboženství, který výrazně zpřísňuje podmínky pro náboženské skupiny. Zákon s platností od února 2025 zakazuje už samotnou existenci i činnost neregistrovaných náboženských skupin, ale i praktikování některého neregistrovaného náboženství, přičemž podmínky registrace ztěžují život celým náboženským menšinám (k registraci je nově potřeba minimálně pět set dospělých občanů; působit mohou pouze duchovní, kteří k tomu získají povolení; registrovány musí být také jednotlivé modlitebny; společenství musejí žádat o svolení k pořádání akcí; smějí distribuovat jen státem schválené materiály; náboženské organizace do tohoto data působící musejí požádat o novou registraci a prodlužovat ji každých deset let).

## Kultura

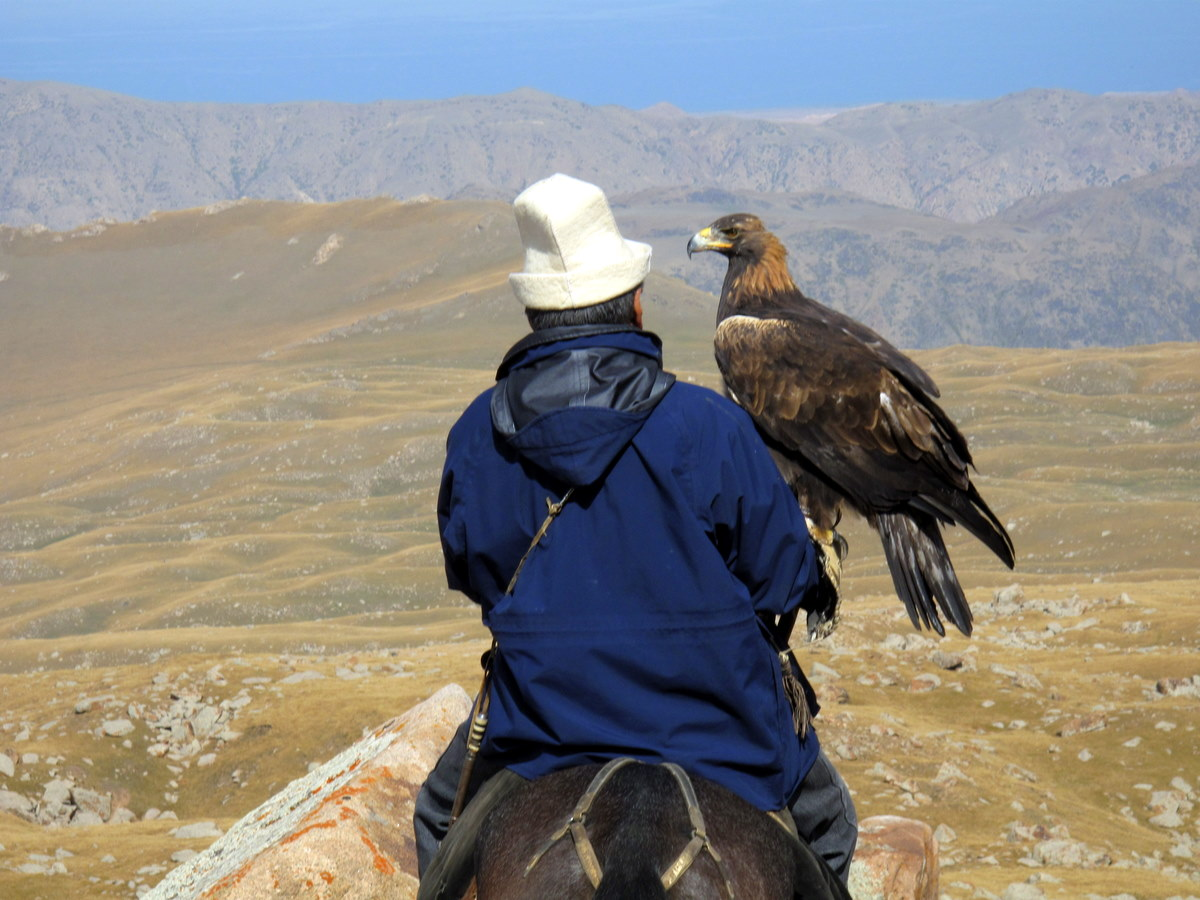
Sokolnictví s orlem

Kyrgyzové jsou tradičně kočovným národem, který je stále vázán na své tradice. Patří k nim řemeslná výroba a zdobení jurty z hrubé plstěné látky. Kůň hraje důležitou roli v umění, představivosti a kolektivní symbolice. Kok-boru a Oglak Tartis, dvě varianty jezdecké hry buzkaši, zůstaly velmi oblíbenými sporty.
Významnou literární památkou je hrdinský epos Manas. Lidovou slovesnost šířili akyni jako Togolok Moldo. Nejúspěšnějším kyrgyzským spisovatelem je Čingiz Ajtmatov, jehož díla byla přeložena do 165 jazyků. Průkopnickými osobnostmi byli divadelník Rachmonberdy Madazimov a filmař Tolomuš Okejev. Pro kyrgyzskou hudbu je charakteristický strunný nástroj komuz. Ke kulturnímu dědictví patří sokolnictví a tkaní koberců.

### Sport
Tradičními fyzickými aktivitami jsou jízda na koni a buzkaši. Kyrgyzští sportovci, kteří se prosadili v barvách Sovětského svazu, byli atleti Igor Paklin, Setymkul Džumanazarov a Taťána Kolpakovová, vzpěrač Kanybek Osmonalijev, házenkář Talant Dujšebajev a cyklista Vladislav Něljubin. Samostatný Kyrgyzstán získal na olympijských hrách tři stříbrné a čtyři bronzové medaile, z toho šest v zápase. Kyrgyzská fotbalová reprezentace hrála v roce 2019 osmifinále mistrovství Asie ve fotbale, jejím historicky nejlepším střelcem je Mirlan Murzajev. Mezi zimními sporty je populární bandy a lední hokej.